# 蛇川忠暉
蛇川 忠暉（じゃがわ ただあき、1938年6月29日 - ）は日本の技術者、実業家。トヨタ自動車取締役副社長を経て、トヨタ自動車が新たに子会社化した日野自動車で代表取締役社長や代表取締役会長として同社の再建にあたった。日本科学技術連盟理事長、型技術協会会長なども歴任。デミング賞本賞、大倉喜七郎賞受賞。

## 人物・経歴
北海道小樽市生まれ。北海道札幌西高等学校を経て、1961年北海道大学工学部機械工学科卒業、トヨタ自動車工業（現トヨタ自動車）入社。1988年取締役に昇格。1994年常務。1996年専務。1999年取締役副社長。2001年相談役に退いた。
2001年からトヨタ自動車が子会社化した日野自動車の代表取締役社長を務め、経営危機にあった同社を、外部出身者として改革により再建を行って、赤字からの回復を達成。2004年度には過去最高益を計上した。2004年にトヨタ自動車による後任人事案を覆し近藤詔治を後任の代表取締役社長に指名し、代表取締役会長に退いた。
同年トヨタ自動車顧問。2008年日野自動車相談役。2011年コニカミノルタ取締役。日本科学技術連盟理事長、型技術協会会長、日本棋院副理事長、愛知工業大学大学院経営情報科学研究科客員教授なども務めた。2014年秋の叙勲で旭日重光章受章。2015年にはトヨタ自動車でのTQMの実践や日野自動車の経営が評価され、デミング賞本賞を受賞した。

## 著書
- 『改革者 挫折を超えて』日経BP社 2011年